# 赭山公园站
赭山公园站为中华人民共和国安徽省芜湖市镜湖区银湖南路与长宁路交口西南侧的一座单轨车站，属于芜湖轨道交通1号线，站点东侧为赭山公园。2021年11月3日投入运营。

## 车站结构
赭山公园站为地上三层车站，一层为出入口，二层为车站大堂，三层为车站站台，设有两个侧式站台，并设有半高屏蔽门。

### 车站楼层
| 地上三层 | 侧式站台，右側開门 | 侧式站台，右側開门           |
| 地上三层 | 轨道（西）         | █ 1号线往白马山（中山北路）  |
| 地上三层 | 轨道（东）         | █ 1号线往保顺路（赭山路）    |
| 地上三层 | 侧式站台，右側開门 |                              |
| 地上二层 | 站厅               | 客服中心、自动售票机、验票机 |
| 地面     | 出入口             | 1-3出入口                    |

## 车站出口
赭山公园站共设3个出口，各出口及周围设施如下所示：
|                           |      |              |                                                          |
| 出口编号                  | 照片 | 地点         | 可到达目的地                                             |
| 出口 · 1L · 升降机标志    |      | 银湖南路东侧 | 星隆国际城、芜湖美食小吃街、平安山庄                     |
| 出口 · 2L · 扶手电梯标志  |      | 银湖南路西侧 | 黄果山供电小区、天置山庄、官山花园、浩成天都、小官山社区 |
| 出口 · 3L · 扶手电梯标志  |      | 银湖南路东侧 | 赭山公园、四季春酒店、皖南医学院（赭麓校区）             |
| 註： 設有 \| 設有扶手電梯 |      |              |                                                          |

## 接驳交通

### 公交车
- 皖南医学院(北)：34、37、101、108、游3路
- 星隆国际城：37、101、108、游3路
- 师大附中：34、37、101、108、游3路